# 마쓰다이라 히데치카
마쓰다이라 히데치카(松平英親)는 분고 다카다 번 제2대 번주, 후의 분고 기쓰키번 초대 번주이다. 기쓰키 번 노미 마쓰다이라 가(杵築藩能見松平家) 제4대 당주.
| 전임 마쓰다이라 시게나오 | 제7대 노미 마쓰다이라 가 당주 1643년 ~ 1692년 | 후임 마쓰다이라 시게요시 |

| 전임 마쓰다이라 시게나오 | 제2대 다카다 번 번주 1643년 ~ 1645년 | 후임 폐번 |

| 전임 오가사와라 다다토모 | 제1대 기쓰키번 번주 1645년 ~ 1692년 | 후임 마쓰다이라 시게요시 |